# Wahlenbergia desmantha
Wahlenbergia desmantha är en klockväxtart som beskrevs av Thomas G. Lammers. Wahlenbergia desmantha ingår i släktet Wahlenbergia och familjen klockväxter. Inga underarter finns listade i Catalogue of Life.